# Пиърс Плауман
„Пиърс Плауман“ (на английски: Piers Plowman) или „Уилиямовото видение на Пиърс Плауман“ (на латински: Visio Willelmi de Petro Ploughman) е средноанглийска поема от Уилям Лангланд, съществуваща в три версии, A (2500 стиха, ок. 1367 – 1370 г.), B (7300 стиха, ок. 1377 – 1379 г.) и C (зав. ок. 1387 г.) в 50 – 56 оцелели ръкописа. Не се знае някой от ръкописите да е от ръката на автора. Най-популярен е текстът B. Поемата е написана в неримуван алитеративен стих, разделен на части, наречени passus (от латински: стъпка), 12 в A-текста, 20 в B-текста и 23 в C-текста. Поемата – отчасти теологическа алегория, отчасти социална сатира – се занимава с интензивното търсене от страна на разказвача на истинския християнски живот от гледна точка на средновековния католически ум.

## Сюжет
Поемата започва в Малвърн Хилс, Малвърн, Уорстъшър. Мъж на име Уил заспива и има видение на кулата на Истината, поставена на хълм и крепост (донжон) в дълбока долина долу; между тези символи на рая и ада има „хубаво поле пълно с хора“ (на английски: fair field full of folk), представляващо света на човечеството. Той сатирично описва всички различни класи хора, които вижда там. Разкрива се поквареното състояние на света, на светската власт и на църквата и се прави неуспешен опит за социална реформа, като всеки индивид проявява смирение и се подчинява на общото добро. Тогава се появява дама на име Света Църква, която го укорява за това, че спи и му разяснява смисъла на това, което е видял. Появяват се и други герои като Съвест, Разум, Лъжец. Съвест убеждава мнозина да се отвърнат от Седемте смъртни гряха и да потърсят Светата Истина, но им е нужен водач. Появява се Пиърс, скромен орач (на английски: plowman), който казва, че поради здравия си разум и чиста съвест познава пътя и ще им го покаже, ако му помогнат да изоре своя половин акър земя. По-нататък Пиърс става идентичен с Исус, показвайки напредъка на християнската душа до подражание на Христос (на латински: Imitatio Christi). В последната част на поемата сънуващият се отправя в търсене три алегорични героя, Дууел (на английски: Dowel, „Прави добре“), Дубет (на английски: Dobet, „Прави по-добре“) и Дубест (на английски: Dobest, „Прави най-добре“). Търсенето е изпълнено с неразбиране и объркване. Разкрива се подриването от страна на дявола на човешките усилия и нуждата от Божествена милост. След видението на Разпятието и слизането на Христос в ада, сънуващият вижда основаването на църквата и се връща в нейното покварено състояние от 14 век.
Поемата е изпълнена с подробности за живота в Англия през 14 век. Въпреки че представя трудности пред читателите, наред с Кентърбърийски разкази и Сър Гауейн и Зеленият рицар Пиърс Плауман е считана за една от ранните велики творби на английската литература.